# Иштван, Золтан
Золтан Иштван Гюрко (англ. Zoltan Istvan Gyurko; род. 30 марта 1973, Лос-Анджелес, США) — американский трансгуманист, журналист, предприниматель и футуролог.
Ранее репортёр канала National Geographic, Иштван пишет как футуристические, светские и политические тематические статьи для основных средств массовой информации (Wired, The Huffington Post, TechCrunch и Newsweek). Он является одним из самых влиятельных трансгуманистов мира и считает, что трансгуманизм будет расти как господствующее общественное движение в следующем десятилетии.
В конце 2014 года, Иштван объявил о своём намерении баллотироваться на пост президента Соединённых Штатов в 2016 году и повысить осведомленность о вопросах трансгуманистической политики.
В 2017 году, Иштван объявил о своем намерении баллотироваться на пост губернатора Калифорнии в 2018 году в качестве члена Либертарианской партии. В марте 2019 года во время интервью на подкасте Bread and Circuses Иштван сказал Калебу Сальваторе и Нику Келеру, что он снова рассматривает возможность баллотироваться в президенты. 19 ноября Иштван объявил о выдвижении своей кандидатуры на республиканскую номинацию.